# 三井镇 (岢岚县)
三井镇，是中华人民共和国山西省忻州市岢岚县下辖的一个乡镇级行政单位。2021年5月，撤销神堂坪乡，整建制并入三井镇。

## 行政区划
三井镇下辖以下地区：
三井村、谷河村、秦家庄村、宋家寨村、焦山村、孟家坡村、西坡村、西张义庄村、大坪村、咀子村、寨子村、焉头村、南川村、古城村和安吉村。